# Ptyodactylus orlovi
Ptyodactylus orlovi (лат.) — вид гекконообразных ящериц семейства Phyllodactylidae. Обитает в Хаджарских горах на территории Омана и ОАЭ. Назван в честь российского зоолога Н. Л. Орлова в качестве признания его вклада в герпетологические исследования в Азии.

## Внешний вид
Крупный геккон длиной тела без хвоста до 8,9 см. Тело стройное и округлое в сечении. Голова массивная, с широким концом морды и узкой шеей. Глаза очень крупные. Зрачки вертикальные с неровными краями. Конечности длинные и тонкие. Тело сверху покрыто мелкими чешуйками и 11—14 продольными рядами слабо килеватых трёхгранных бугорков среднего размера. На конечностях бугорки отсутствуют. Хвост по длине равен туловищу, округлый в сечении. Окраска изменчива и зависит от субстрата, на котором геккон обитает. Как правило тело светло-серое или светло-коричневое с желтоватыми или тёмно-коричневыми пятнами или полосами на спине. Рисунок головы состоит из тёмных пятен неправильной формы и более светлых округлых точек между ними. На верней стороне хвоста 8-11 тёмных поперечных полос. Низ тела белый.

## Распространение
Является эндемиком Хаджарских гор, встречаясь от восточного побережья Аравийского моря до Хаур-Факкана.

## Образ жизни
Занимает скалы, пещеры и горные вади. Может также обитать на старых постройках. Ведёт ночной образ жизни, но может встречаться и днём в тени скал, в старых зданиях и туннелях. Будучи потревоженным, быстро убегает, прыгая между камнями. Питается насекомыми и другими членистоногими. Способен лазать по вертикальным поверхностям. Летом самки делают кладку из двух яиц, покрытых известковой скорлупой, которые они приклеивают к отвесным поверхностям в пещерах или расщелинах. Одно и то же место может использоваться несколькими самками, в том числе в течение многих поколений.